# 藤森弘庵
藤森 弘庵（ふじもり こうあん、寛政11年3月11日〈1799年4月15日〉 - 文久2年10月8日〈1862年11月29日〉）は、幕末の小野藩士、土浦藩士。
小野藩士藤森義正の子、母は猶子（堀越伊兵衛の娘）。名は大雅。字は淳風。通称・恭助。号は天山、如不及斎。

## 人物
江戸に生まれ、柴野碧海・長野豊山・古賀穀堂・古賀侗庵らに師事する。帰藩後は父の跡を継いで右筆、また世子一柳末延の侍講となる。また藩主一柳末周に時勢について建言するも容れられず、天保5年（1834年）致仕し、江戸で私塾を開いた。間もなく久保田藩士碓井左中の紹介で土浦藩に入り、藩主土屋彦直・寅直に仕え、朱子学を普及させる。天保10年（1839年）藩校郁文館の創立に貢献、督学として藩士子弟の教育に当たった。
天保14年（1843年）郡奉行となって主に訴訟事件の解決に奔走。また寅直の諮問を受けて郡制改革を進言した。しかし弘化3年（1846年）部下に連座して郡奉行を辞職、さらに権力闘争に巻き込まれて弘化4年（1845年）藩を辞して江戸に戻った。
後に江戸下谷に私塾を開き、嘉永6年（1853年）ペリー来航に際して『海防備論』を著し、また『芻言』を執筆して水戸藩の徳川斉昭に建白。安政4年（1857年）上洛して梁川星巌や頼三樹三郎、梅田雲浜、月性らと交流して帰府。勤皇活動を行うも、安政5年（1858年）安政の大獄に連座し江戸で捕えられ、江戸町奉行から水戸降勅についての尋問を受けた。安政6年（1859年）追放刑となり下総国行徳に移る。文久2年（1862年）赦免され、江戸の次男光吉邸に移り、同年同地で死去した。享年64。墓所は東京都港区の曹渓寺。
民政書や海防書をはじめとした著作を数多くを残し、また唐宋文や漢詩に優れた才能を発揮した。『春雨楼詩鈔』は幕府から出版検閲を受けている。伝記に『叢書・日本の思想家37．梁川星巌・藤森弘庵』（上野日出刀、明徳出版社、1998年）
明治24年（1891年）、従四位を追贈された。

## 著作
- 『如不及斎文鈔』和泉屋金右衛門、1870年。 NCID BN12081796。全国書誌番号:41014982 NDLJP:893966。
- 『弘庵先生遺墨帖』成美堂・獺祭堂、1873年9月。 NCID BB23777335。全国書誌番号:21285068 NDLJP:1901236 NDLJP:1901237。
- 大森林造 訳『航湖紀勝』筑波書林〈ふるさと文庫 別冊 1〉、1993年9月。 NCID BA83975089。全国書誌番号:94015973。
- 『春雨樓詩鈔』 分冊1、横山巻評選、上坂氏顕彰会史料出版部〈上坂氏顕彰会所蔵手写本 42〉、2002年3月。全国書誌番号:20269015。
- 『春雨樓詩鈔』 分冊2、横山巻評選、上坂氏顕彰会史料出版部〈上坂氏顕彰会所蔵手写本 42〉、2002年3月。全国書誌番号:20269016。
- 『春雨樓詩鈔』 分冊3、横山巻評選、上坂氏顕彰会史料出版部〈上坂氏顕彰会所蔵手写本 42〉、2002年3月。全国書誌番号:20269017。
- 『春雨樓詩鈔』 分冊4、横山巻評選、上坂氏顕彰会史料出版部〈上坂氏顕彰会所蔵手写本 42〉、2002年3月。全国書誌番号:20269018。
- 『春雨樓詩鈔』 分冊5、横山巻評選、上坂氏顕彰会史料出版部〈上坂氏顕彰会所蔵手写本 42〉、2002年3月。全国書誌番号:20269019。
- 『春雨樓詩鈔』 分冊6、横山巻評選、上坂氏顕彰会史料出版部〈上坂氏顕彰会所蔵手写本 42〉、2002年3月。全国書誌番号:20269020。

### 合評
- 『韓文長藤合評』長野豊山・藤森弘庵評、井上桜塘編、梅巌堂、1878年6月。 NCID BA89337132。全国書誌番号:41015547 NDLJP:894801 NDLJP:894802。

### 編集
- 『課児詩』川田鷹、1885年7月。 NCID BN12069575。全国書誌番号:41015535 NDLJP:894778。